# Geschiedenis van de ouderenzorg in Nederland
Ouderenzorg, ook wel bejaardenzorg, is de hulp en ondersteuning die wordt geboden aan oudere mensen, en de voorzieningen die daarvoor beschikbaar zijn. De zorg voor ouderen in Nederland kende in de loop van eeuwen diverse, in eerste instantie particuliere, uitvoeringsinstanties en werd vanaf de oprichting van het Koninkrijk der Nederlanden in 1815 steeds verder geformaliseerd en ondergebracht in de Nederlandse wetgeving. Na de Tweede Wereldoorlog verwierf deze specifieke vorm van zorg een eigen plek binnen het Nederlandse zorgstelsel met de invoering van de Noodvoorziening voor de ouden van dagen.
In Nederland betreft het anno 2021 meestal een combinatie van mantelzorg (langdurige zorg door naasten), en professionele zorg aan huis in de vorm van extramurale ouderenzorg. In 2013 werd een grootschalige sluiting van de tot dan toe gebruikelijke verzorgingshuizen in het regeerakkoord aangekondigd, omdat men voorspelde dat het verplaatsen van de lichtere ondersteuning richting zorg aan huis (de extramurale zorg), gecombineerd met mantelzorg grote financiële voordelen zou opleveren. Men voorspelde dat ouderen langer thuis zouden kunnen blijven wonen, en daar de lichtere ondersteuning zouden ontvangen. De mensen die (tijdelijk of permanent) veel ondersteuning nodig hebben kunnen terecht in de verpleeghuizen.

## Van enkel 'huisvesting' naar ouderdomsvoorzieningen

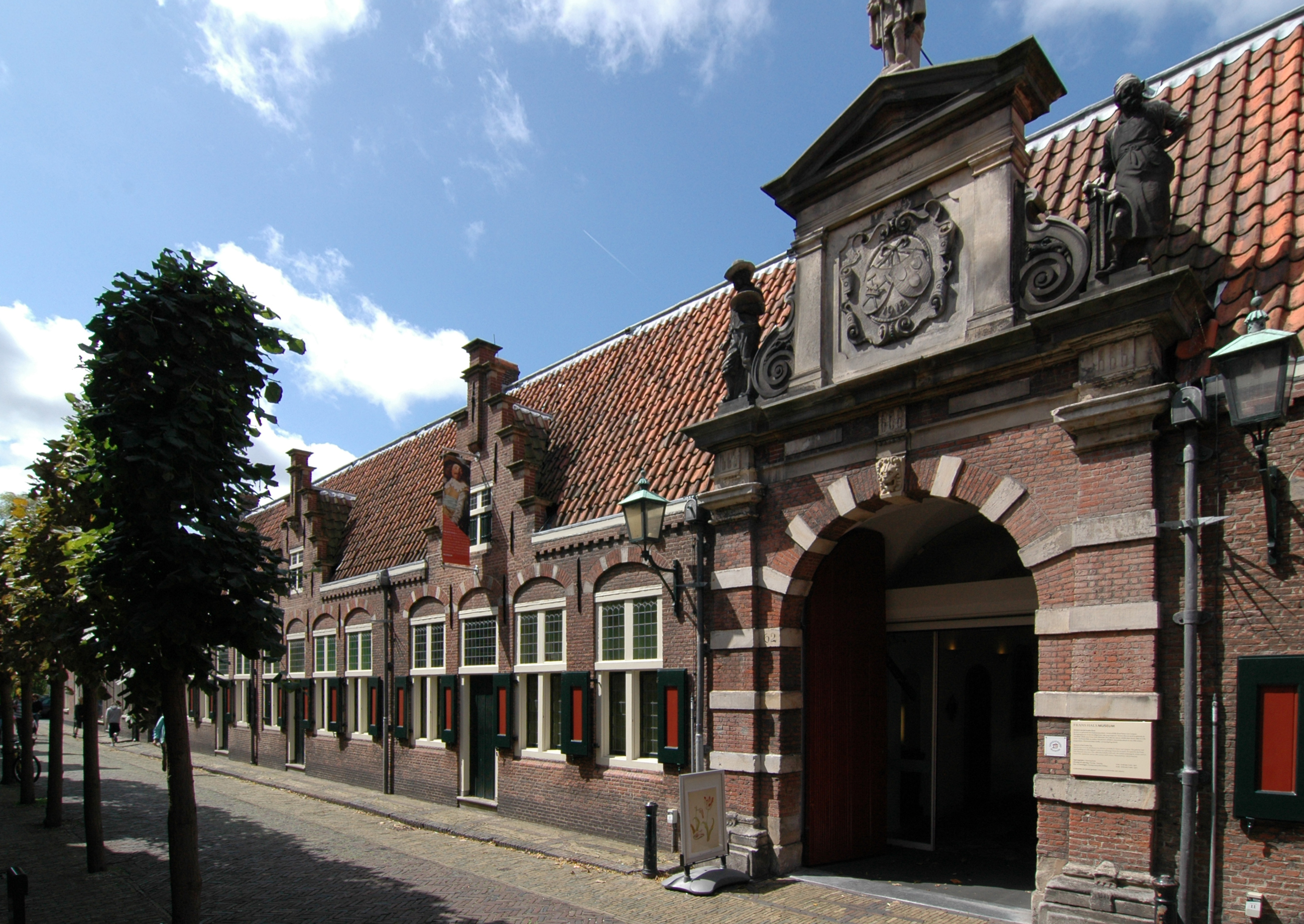
Het 'oudemannenhuis' in Haarlem uit 1609.

In de dertiende eeuw werden de zogenaamde hofjes gebouwd. Door de rijkere regenten, en soms de kloosters in de stad, werden groepjes huizen beschikbaar gesteld waar vrouwen hun oude dag konden doorbrengen. Vanaf de zestiende eeuw ontstonden er 'oudemannenhuizen' en 'oudevrouwenhuizen' waar aan ouderen onderdak en een vorm van zorg geboden werd. Men sliep met velen in grote slaapzalen.
Een hoge leeftijd was tot na de Tweede Wereldoorlog geen reden om extra zorg te krijgen. In de 18e en 19e eeuw waren de meeste inwoners van Nederland niet welvarend, en kenden de dorpen en steden veel bedelaars. Mensen die arm waren en hun huis verloren, stonden op straat, en sommigen konden niet op een andere manier overleven. In sommige steden werden diaconessenhuizen gesticht door protestants-christelijke organisaties van diaconessen, waar daklozen konden overnachten. Overdag kon men daar niet terecht.
Hoewel het in deze tehuizen steeds drukker werd, werd in 1912 de Armenwet van 1854 verder aangepast. Deze wet stelde dat het de volledige verantwoordelijkheid was van de familie om voor hun oudere familieleden te zorgen: zij hadden een onderhoudsplicht.
Na de Eerste Wereldoorlog, de economische crisis van de jaren 1930, en de Tweede Wereldoorlog, kwam in 1947 Willem Drees met de 'Noodvoorziening voor ouden van dagen', die in 1957 werd omgezet in de Algemene Ouderdomswet (AOW). Rond deze tijd kwamen ook de bejaardenhuizen of rusthuizen opzetten: grote tehuizen met gescheiden slaapzalen voor mannen en vrouwen (vaak met 40 tot 60 personen per zaal) met voor elke bewoner een eigen bed en een kast. Dit sloot aan bij de vergrijzende bevolking en de woningnood na de oorlog. Deze bejaardenhuizen bleven bestaan tot begin jaren 70 van de twintigste eeuw. 
In 1955 promoveerde J.Th.R. Schreuder op een proefschrift over de leefomstandigheden van ouderen in deze bejaardenhuizen. Zijn onderzoek voor dit proefschrift was uiteindelijk aanleiding voor de oprichting van de Nederlandse Vereniging van Geriaters samen met collega W.H. van Haaften in 1961, en zij openden met de oprichting de deur voor de medische erkenning van het specialisme ouderengeneeskunde in Nederland.
In 1965 werd de Algemene bijstandswet (Abw) ingesteld, die de Armenwet verving. Onderdeel van deze wet was een vastgesteld 'sociaal minimum' waarop de hoogte van de uitkering werd gebaseerd. De hoogte van de AOW werd aan dit sociale minimum gelijkgesteld. Hierdoor hadden ouderen meer te besteden dan voorheen en werden de wachtlijsten voor de tehuizen langer. Dit leidde tot de ontwikkeling van bejaardenoorden waar bejaarden een (kleine) kamer voor zichzelf konden bewonen. Deze oorden waren ook voor 'gezonde ouderen'. Ook deze woonvorm was zeer in trek; men wilde vooral 'de kinderen niet tot last zijn'. De populariteit van de bejaardenhuizen leidden ertoe dat er ook steeds meer commerciële (particuliere) bejaardenhuizen werden opgezet.
In 1968 verving de Algemene Wet Bijzondere Ziektekosten (AWBZ) de eerdere Wet op de Bejaardenoorden.
Op 24 augustus 1970 werden door het programma De Ombudsman van Marcel van Dam bij de VARA, de misstanden in de commerciële tehuizen aan de kaak gesteld. In twee uitzendingen vertelden ouderen over verwaarlozing en mishandeling. Dit leidde tot Kamervragen door Took Heroma-Meilink van de Partij van de Arbeid (PvdA) die onder anderen betrokken was bij de invoering van de Algemene bijstandswet. De Kamervragen gaven aanleiding tot verder onderzoek. Al eerder diende Hannie van Leeuwen van de Anti-Revolutionaire Partij (ARP) eind 1969 een motie in en deze motie leidde in 1970 tot de 'Nota Bejaardenbeleid'; in 1975 opgevolgd door de 'Tweede Nota bejaardenbeleid'. Met deze nota werd de bouw van serviceflats gestimuleerd, werd de opname in verzorgingstehuizen aan regels onderhevig en voor het eerst werden de mantelzorg en extramurale zorg steeds belangrijker zodat mensen langer thuis konden blijven wonen. Naast de verzorgingstehuizen kwamen er ook aanleunwoningen voor mensen die geen dagelijkse zorg nodig hadden, maar de nabijheid van het verzorgingstehuis wel op prijs stelden.

## Langer thuis blijven

Bevolking Nederland 1950-2019 verdeeld in leeftijd en geslacht (bron:CBS)

In de jaren 1970 wenste men dat ouderen toch weer zo lang mogelijk thuis bleven wonen: maximaal 7% van de ouderen zou volgens de in 1975 gepubliceerde 'Tweede Nota Bejaardenbeleid' in een verzorgingstehuis mogen wonen. In deze tijd kwamen er alternatieven beschikbaar voor de tehuizen: wijkverpleging, gezinsverzorging, kruiswerk en aanleunwoningen boden een alternatief voor de 24-uurszorg.
De totale bevolking van Nederland groeide en de gemiddelde levensverwachting van ouderen in Nederland nam toe naarmate de welvaart steeg en de medische voorzieningen verbeterden. De vergrijzing van de bevolkingspiramide nam de overhand, en in de loop van het decennium 2000 raakte de overheid ervan overtuigd dat de zorg anders georganiseerd moest worden. In 2013 besloot de overheid tot grootschalige sluiting van de verzorgingshuizen, in een poging de almaar groeiende kosten van de ouderenzorg een halt toe te roepen. Veel zorg verschoof daarmee naar extramurale zorg, de zorg aan huis, aangevuld met mantelzorg: langdurige onbetaalde zorg door naasten aan de hulpbehoevenden.

## Invoering WMO en WLZ 2015
In 2015 werd de AWBZ vervangen door de Wet Maatschappelijke Ondersteuning (WMO), waarbij de gemeenten verantwoordelijk werden voor de ondersteuning, begeleiding en een deel van de verzorging, en de Wet langdurige zorg (WLZ), voor mensen die langdurige en continue zorg nodig hebben. De ouderen in deze categorie ouderen komen vaak terecht in de intramurale zorg, zoals specifieke afdelingen voor de begeleiding van ouderen met psychogeriatrische problematiek, zoals dementie. De term 'zorgzwaartepakket' werd vervangen door zorgprofielen. De indiceringen worden afgegeven door het Centrum Indicatiestelling Zorg (CIZ), en voor beide vormen van zorg geldt een financiële eigen bijdrage.
In 2018 bleek uit onderzoek van Vektis dat er in het voorgaande jaar duidelijk minder gebruik was gemaakt van de WLZ dan in 2015, met daarbij als kanttekening dat de lichtere thuiszorg in 2017 werd vergoed vanuit de zorgverzekeringswet. Uit cijfers van het CBS bleek dat het aantal personen dat verpleeghuiszorg genoot groeide van 138.255 in 2015 tot 156.215 in 2018.

## Van BOPZ naar WZD
Tot 1 januari 2020 werd de gedwongen opname van ouderen geregeld binnen de kaders van de Wet bijzondere opnemingen in psychiatrische ziekenhuizen uit 1968. Deze wet was primair bedoeld voor psychiatrische opnamen en om verschillende redenen minder geschikt voor de andere werkvelden in de zorg, zoals de gehandicaptenzorg en de ouderenzorg. De wet BOPZ werd hierom in 2020 afgeschaft en vervangen door de Wet verplichte geestelijke gezondheidszorg voor opnames binnen de psychiatrie en de Wet zorg en dwang (WZD) voor andere gebieden in de zorg.
De WZD legt wettelijke kaders voor de zorg, en is minder gericht op behandeling vanwege de doelgroep. De wet is meer gericht op eigen inbreng van de betrokkenen en gaat in eerste instantie uit van vrijwillige zorg: pas als het niet anders kan, wordt er een beroep gedaan op de wet en kan er gedwongen zorg worden toegepast.

## Hugo Borst
Schrijver Hugo Borst schreef in 2015 het boek Ma over zijn dementerende moeder. Toen in 2016 de wachtlijsten voor verpleeghuizen opliepen en de verpleegkundigen in de thuiszorg en de verpleeghuizen aangaven dat de werkdruk voor hun enkel verder opliep wat hij zelf in het tehuis bij zijn moeder ook zag gebeuren, schreef hij in de zomer van 2016 een open brief aan Martin van Rijn, staatssecretaris van Volksgezondheid, Welzijn en Sport, over de ondermaatse ouderenzorg in Nederland. De brief vond een grote weerklank in de Nederlandse samenleving. In vervolg op de brief schreef Borst samen met Carin Gaemers het manifest Scherp op ouderenzorg met tien punten om de ouderenzorg te verbeteren, dat in oktober 2016 werd gepubliceerd. Het manifest werd na een oproep door de Partij voor de Vrijheid (PVV) in december 2016 'Kamerbreed omarmd door de politiek'.